# 妘姓
妘姓是中文姓氏，是中国最早的姓氏之一。妘姓是上古八大姓及祝融八姓之一。周朝的鄅国、夷国、偪阳国都是妘姓。

## 另見
- 上古八大姓